# Municipio Girardot (Cojedes)
Girardot es uno de los 9 municipios que forman parte del estado Cojedes. Tiene una superficie de 3059 km² y una población de 12 587 habitantes según censo de 2001, está dividido en dos parroquias, El Baúl y Sucre. Su capital es El Baúl. Este municipio se encuentra ubicado al sur de Cojedes su economía se basa principalmente en la agricultura. Un sector al noroeste del municipio es reclamado por el estado Portuguesa.

## Geografía
Todo el municipio se encuentra sobre los llanos bajos venezolanos, destacando el macizo Paleozoico de El Baúl como único punto elevado del municipio que no sobrepasa los 300 m s. n. m. Los principales ríos son el río Portuguesa, el río Cojedes, y el río Guanarito Viejo.

### Relieve
El punto más elevado del municipio es el macizo de El Baúl, con una altitud aproximada de 400 metros sobre el nivel del mar. Esta formación geológica se encuentra cercana al meridiano 68° oeste y constituye un importante referente topográfico, ya que permite dividir la depresión central llanera en dos grandes secciones:
- Al oeste, se extienden los denominados llanos occidentales.
- Al este, se desarrollan los llanos centrales y sectores de los llanos orientales.

Este relieve de transición, entre altiplanicies suavemente onduladas y extensas planicies, marca la discontinuidad natural entre distintas subregiones del sistema de los Llanos venezolanos.

### Límites
Al norte limita con los municipios Pao de San Juan Bautista, San Carlos y Ricaurte, al sur con el estado Barinas, al este con el estado Guárico y el municipio Pao de San Juan Bautista, al oeste limita con el estado Portuguesa.

### Organización parroquial
| Parroquia          | Superficie | Población   | Densidad |
| ------------------ | ---------- | ----------- | -------- |
| El Baúl            | km²        | 9.831 hab.  | hab./km² |
| Sucre              | km²        | 2.075 hab.  | hab./km² |
| Municipio Girardot | km²        | 11.906 hab. | hab./km² |

## Símbolos
- Flor Municipal: La cayena (Hibiscus rosa-sinensis).
- Ave Municipal: El pico de plata negro (Sporophila crassirostris), también llamado semillero picón.
- Árbol Municipal: El josefino (Delonix regia), también llamado flamboyán.

## Política y gobierno

### Alcaldes
| Período     | Alcalde                 | Partido político / Alianza | % de votos | Notas |
| ----------- | ----------------------- | -------------------------- | ---------- | --- |
| 1989 - 1992 | Miguel Enrique Castillo | AD                         | 53,90      | Primer alcalde bajo elecciones directas                                                                                |
| 1992 - 1995 | José Ignacio Chaya      | AD                         | 44,64      | Segundo alcalde bajo elecciones directas                                                                               |
| 1995 - 2000 | José Ignacio Chaya      | AD                         | -          | Reelecto (se realizaron elecciones generales adelantadas en el 2000 debido a la aprobación de la Constitución de 1999) |
| 2000 - 2004 | Gustavo Guillén         | AD                         | 40,66      | Tercer alcalde bajo elecciones directas                                                                                |
| 2004 - 2008 | Gustavo Guillén         | AD                         | 30,45      | Reelecto |
| 2008 - 2013 | Watson Sosa             | PSUV                       | 61,55      | Cuarto alcalde bajo elecciones directas (se postergan 1 año las elecciones municipales pautadas para finales del 2012) |
| 2013 - 2016 | José Ríos               | PCV                        | 51,48      | Quinto alcalde bajo elecciones directas (falleció el 22 de julio del 2016)                                             |
| 2016 - 2017 | Marilú Almarat          | PSUV                       | -          | (Alcalde encargado Tras la muerte del alcalde José Ríos)                                                               |
| 2017 - 2021 | Orlando Aular           | PSUV                       | 55,77      | Sexto alcalde bajo elecciones directas                                                                                 |
| 2021 - 2025 | Gustavo Guillén         | AD MUD                     | 54,00      | Séptimo alcalde bajo elecciones directas                                                                               |
| 2025 - 2029 | Gustavo Guillén         | VVC                        |            | Reelecto |

### Concejo municipal
Período 1989 - 1992
| Concejales:           | Partido político / Alianza |
| --------------------- | -------------------------- |
| Graciela Silva        | AD                         |
| Tomas Meneses         | AD                         |
| Luis Purica           | AD                         |
| Jesus Antonio Delgado | COPEI                      |
| Ruben Gutiérrez Ayala | COPEI                      |

Período 1992 - 1995
| Concejales:     | Partido político / Alianza |
| --------------- | -------------------------- |
| Luis Purica     | AD                         |
| Judith Ortiz    | AD                         |
| Carmen Querales | AD                         |
| Matias Álvarez  | COPEI                      |
| Neddy Herrera   | COPEI                      |

Período 1995 - 2000
| Concejales:             | Partido político / Alianza |
| ----------------------- | -------------------------- |
| Angel Pérez             | AD                         |
| Judith Ortiz de Jiménez | AD                         |
| Belkys Castillo         | AD                         |
| José Álvarez            | COPEI                      |
| Vicenzo Pellegrino      | COPEI                      |

Período 2013 - 2018:
| Concejales      | Partido político / Alianza |
| --------------- | -------------------------- |
| Dorenis Vazquez | PSUV                       |
| Teodardo Medina | PSUV                       |
| Nellive Almarat | PSUV                       |
| Mitsay Sánchez  | PSUV                       |
| Arturo Gonzáles | PSUV                       |

Período 2018 - 2021
| Concejales         | Partido político / Alianza |
| ------------------ | -------------------------- |
| Gladys Pérez       | PSUV                       |
| Willian Bolivar    | PSUV                       |
| Maryori Castellano | PSUV                       |
| Marianella Jiménez | PSUV                       |
| Jovani Hernández   | PSUV                       |

Período 2021 - 2025
| Concejales:     | Partido político / Alianza |
| --------------- | -------------------------- |
| Angel Ojeda     | MUD                        |
| Eduardo Alvarez | MUD                        |
| Wilmari Silva   | MUD                        |
| Yris Rengifo    | MUD                        |
| Denny Meneses   | MUD                        |
| Alicia Jiménez  | PSUV                       |
| Carlos Tovar    | PSUV                       |